# Takbir (bomba)
La bomba Takbir es una bomba inteligente desarrollada por Pakistán. Se trata de una bomba planeadora alada, con guiado interno y fue revelada al público en 2014.

## Historia
Se anunció en la Exposición y Seminario Internacional de Defensa en 2014. Se desconoce si se trata de una conversión de una bomba tonta existente, un kit complementario de campo para bombas existentes o un arma nueva e integrada. Se parece a una típica bomba no guiada con una carcasa dorsal adicional y un par de alas desplegables. También hay una nariz extendida. Se desconoce el sistema de guía, pero se ha descrito como guía inercial basada en GPS y posiblemente con algún tipo de guía de terminal óptico .
Pakistán ha utilizado anteriormente la bomba planeadora china LS-6 con su avión JF-17 Thunder. El Takbir parece ser un desarrollo producido localmente del LS-6, aunque la extensión del morro es una característica nueva. Una prueba de arma en marzo de 2019 que involucró al JF-17 pudo haber sido la primera prueba pública del Takbir, aunque los detalles en el video publicado fueron tachados.
La bomba tiene un alcance de entre 80 y 100 kilómetros y puede transportar entre 200 y 250 kilogramos de material explosivo. La bomba puede guiarse a través de un satélite o lanzarse desde un avión. Un piloto de combate que lanza la bomba puede agregar o modificar información sobre el objetivo. Cuando se dispara desde un avión, sus alas plegadas se despliegan y se desliza hacia su objetivo. Puede esquivar obstáculos que obstruyen su camino hacia su destino. Su sistema de vuelo se basa en el planeo, aprovechando la inercia de la bomba. Al usar esta bomba, un piloto puede alcanzar su objetivo sin entrar en territorio enemigo.

## Uso operativo
La bomba inteligente fue vista disparada desde un JF-17 Thunder durante un ejercicio de tiro real realizado por la Fuerza Aérea de Pakistán en 2019.